# Мали Петрич
42° 21′ 31″ С; 21° 04′ 08″ И / 42.35848372° С; 21.06894378° И
Мали Петрич је утврђење у Србији која је заједно са Великим Петричем штитила дворски комплекс у Неродимљу који се налази западно од Урошевца. Након Душановог (краљ 1331—1346, цар 1346—1355) напада на Неродимље 1331. године, Стефан Дечански (1322—1331) се склонио или у Велики или у Мали Петрич, али је у њему ускоро опкољен и приморан на предају.
Сама тврђава се налази на узвишици од око 860 m нмв. изнад Мале реке која неких 3.5 km или 4 km низводно са Великом (Големом) реком ствара Неродимку. Претпоставља се да је сам град имао основу неправилног правоугаоника, од чега је опстала само једна страна зарушеног бедема на којој се налазила улазна капија, пошто са осталих страна окомите литице онемогућавају приступ утврђењу. На основу остатака на терену, нема индиција да је утврђење поседовало куле, али се претпоставља да се у средишту утврђења окружен бедемом дебљине од 2 m до 3 m налазио владарски летњиковац о чијем постојању данас нема назнака на самој површини. Цео простор некадашње тврђаве се данас налази у шуми и обрастао је ниским растињем, што додатно онемогућава приступ терену.